# Ana Júlia Dorigon
Ana Júlia Dorigon (née le 27 juillet 1994 à Campinas, São Paulo, Brésil), est une actrice brésilienne.

## Carrière
Depuis le début de novembre 2016, à Alméria en Espagne, Ana Júlia Dorigon enregistre le long métrage Jesús de Nazareth produit par José Manuel Brandariz et dirigé par Rafael Lara où elle incarne Marta aux côtés de Julián Gil qui tient le rôle-titre.

## Filmographie

### Télévision
- 2014 : Malhação : Jade Gardel Cobreloa (Co-antagoniste/Co-protagoniste)
- 2016 : E Aí... Comeu? : Adriana (Participation spéciale)
- 2016 : Esta Noite Encarnei No Teu Corpinho : Esmeralda (Protagoniste)
- 2016 : Segredos de Justiça : Tamara (Participation spéciale)
- 2017 : Belaventura : Dulcinéia

### Cinéma
- 2013 : O Vendedor de Passados : Miriam
- 2013 : Acorda, Brasil
- 2015 : O Vendedor de Passados : Miriam
- 2017 : Jesús de Nazareth : Marta